# Choi Gyeong-su
Choi Gyeong-su (kor.김 해명; ur. 15 października 1945) – południowokoreański zapaśnik w stylu klasycznym. Olimpijczyk z Montrealu 1976, gdzie odpadł w eliminacjach w kategorii 62 kg. Brązowy medalista na igrzyskach azjatyckich w 1974 roku.